# يوشيكي تاناكا
يوشيكي تاناكا (باليابانية: 田中芳樹) (22 أكتوبر 1952، أماكوسا في اليابان)؛ كاتب وروائي ياباني.

## روابط خارجية
- يوشيكي تاناكا على موقع IMDb (الإنجليزية)
- يوشيكي تاناكا على موقع قاعدة بيانات الفيلم (الإنجليزية)